# Szkoła Podstawowa nr 28 im. Karola Miarki w Katowicach
Szkoła Podstawowa nr 28 im. Karola Miarki w Katowicach-Piotrowicach.
Budynek szkoły jak podają niemieckie kroniki został wybudowany 19 lutego 1819 roku przy obecnym skrzyżowaniu ulic Wojska Polskiego i Armii Krajowej.

## Historia szkoły
Opiekunem szkoły w Piotrowicach był Książę Pszczyński Hans Heinrich XI Hochberg. W 1865 roku 1/3 uczących się dzieci była pochodzenia niemieckiego. W czasie pierwszej wojny światowej, w wyniku powstań śląskich oraz plebiscytu, 29% Śląska przyznano Polsce. Piotrowice w tym czasie znajdowały się na terenie powiatu pszczyńskiego.
Pierwszy rok szkoły polskiej rozpoczął się 4 września 1922 r. Szkołę trzeba było zorganizować od podstaw, a kierownikiem placówki został Aleksander Kurzak.

## Nowy budynek szkoły
Ze względu na wzrost liczby mieszkańców Piotrowic w 1929 r. przystąpiono do budowy nowego budynku Publicznej Szkoły Powszechnej w Piotrowicach. Nauczanie rozpoczęto 7 grudnia 1931 r. Pierwotnie była to Publiczna Szkoła Powszechna nr 1 dla chłopców i nr 2 dla dziewcząt. Taki podział istniał do roku 1953, kiedy to powstała Szkoła Podstawowa nr 28 (mogącej się poszczycić kształceniem trzech pokoleń młodzieży). Szkoła podstawowa nr 28 funkcjonowała do czasu reformy. Na jej mocy, 1 września 1999 roku, zrodził się Zespół Szkół Ogólnokształcących nr 20. W 1999 roku wskutek reformy oświaty szkoła została przekształcona w Gimnazjum nr 20. 1 września 2017 roku dotychczasowe Gimnazjum nr 20 stało się ponownie Szkołą Podstawową nr 28.

## Dyrektorzy Szkoły
- Od 1978 r. do 2004 r. mgr Bożena Sobota
- Od 2004 r. do 2007 r. mgr Irena Łysko
- Od września 2008 r. mgr inż. Barbara Wieszyńska
- Od stycznia 2008 r. do 2012 r. mgr Joanna Mateusiak
- Od 2012 r. do 2013 r. mgr Barbara Bandura
- Od 2013 r. do 2014 r. mgr Jarosław Sowiński[3]